# Catedral de Toulouse
La catedral de Saint-Étienne de Toulouse (catedral de San Esteban de Toulouse en español) se encuentra en la ciudad francesa de Toulouse. Se desconocen los orígenes de la catedral. Los primeros datos son de 1071 cuando el obispo Isarn ordenó la reconstrucción del edificio, en aquel momento en ruinas. Su arquitectura es especial ya que está compuesta por elementos arquitectónicos de diversos periodos. Contiguo a la catedral se encuentra el antiguo palacio episcopal, actualmente ocupado por la prefectura.

## Historia
Según algunos historiadores, se construyó sobre la base de una capilla edificada en el siglo III por san Saturnino y reconstruida por san Exuperio ciento cincuenta años después. Resulta difícil comprobar estos datos ya que no se han realizado excavaciones. La historia de la iglesia está tan llena de modificaciones, renovaciones y construcciones que se la podría llamar la catedral inacabada.
En el siglo XIII se modificaron los planos de la iglesia románica. En la zona meridional, es visible una modificación en la altura del edificio siguiendo el corte de las ventanas, mientras que en la pared septentrional, construida más tarde, no se puede ver ninguna anomalía. En la pared occidental se encuentra un rosetón, inspirado en el de Notre Dame de París.
La característica más original del edificio es la de presentar dos partes muy diferentes: una parte románica en la zona de la nave; y una parte gótica en el coro. Ambas iglesias fueron unidas en el siglo XVI por Jean d'Orleans. El coro es el doble de grande que la nave románica, si bien el pasillo central sigue una línea no continua. La pared románica meridional fue alargada al construirse el templo gótico. Este gigantesco proyecto se inició en 1272 bajo los auspicios del abad Bertrand-de-L'Isle. El proyecto original sufrió numerosas modificaciones y surgieron nuevos proyectos, que muchas veces quedaron en el olvido.
En 1609, el arquitecto Pierre Levesville decidió colocar una bóveda en el coro ya que el techo se había quemado. Aunque el proyecto inicial preveía una altura de 40 metros, la bóveda actual no tiene más que 28. Levesville dotó también a la catedral de un nuevo mobiliario que unían el barroco con el gótico, para reemplazar al mobiliario antiguo que también estaba quemado.
En 1794, la campana mayor de Saint-Étienne, la Cardailhac, fue tirada desde la cumbre del campanario y se rompió, a pesar de que se había colocado varias capas de paja para amortiguar su caída. El campanario románico fortificado tiene un carillón de 17 campanas en teclado y cinco al vuelo.

## Arquitectura
La catedral es la única iglesia de Toulouse que ha conservado sus vitrales originales. Lo más antiguos son del siglo XIV. Destaca también su órgano y un retablo de Pierre Mercier y Drouet realizado en 1670.

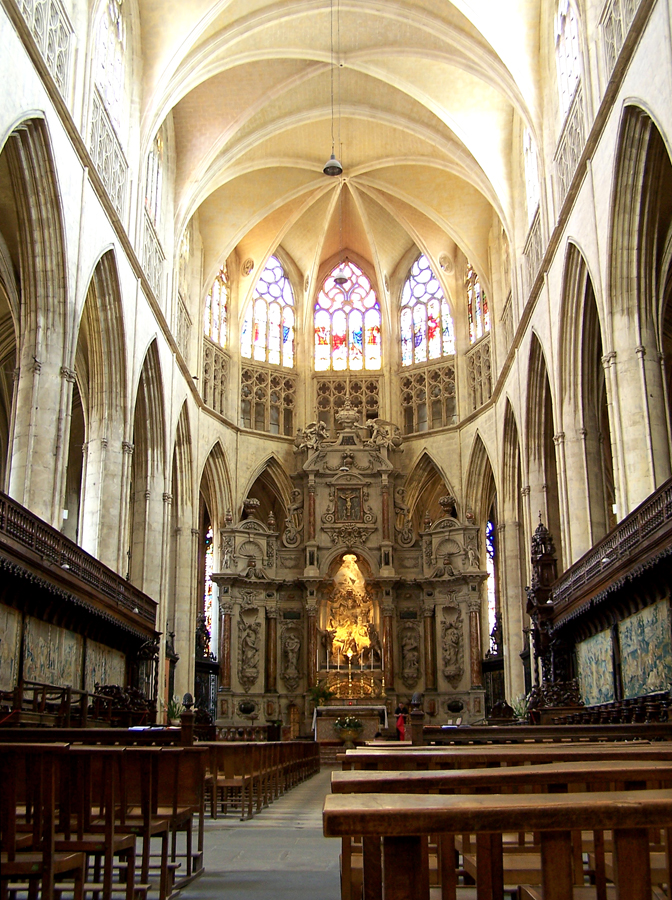
Nave gótica.
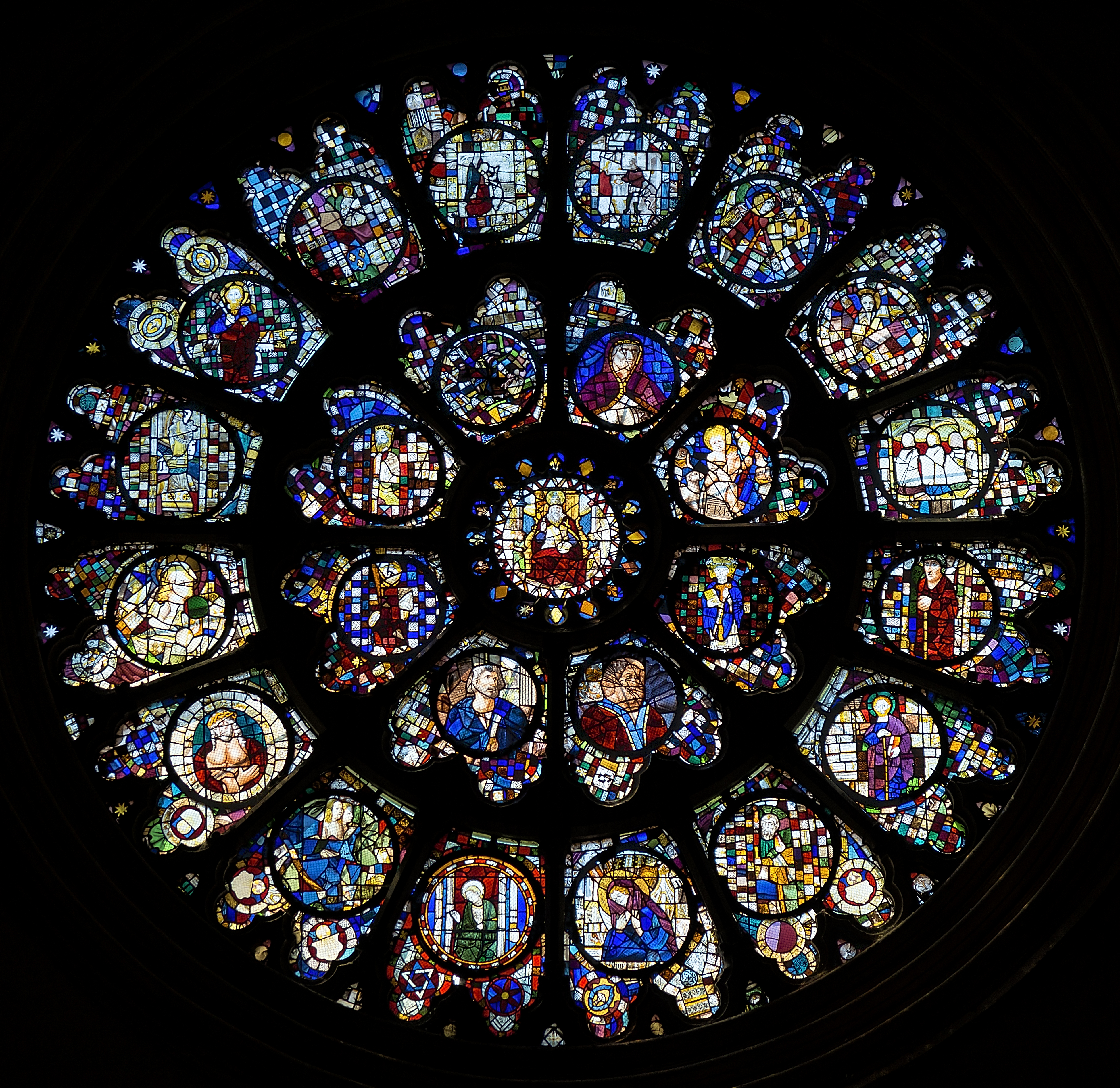
Rosetón
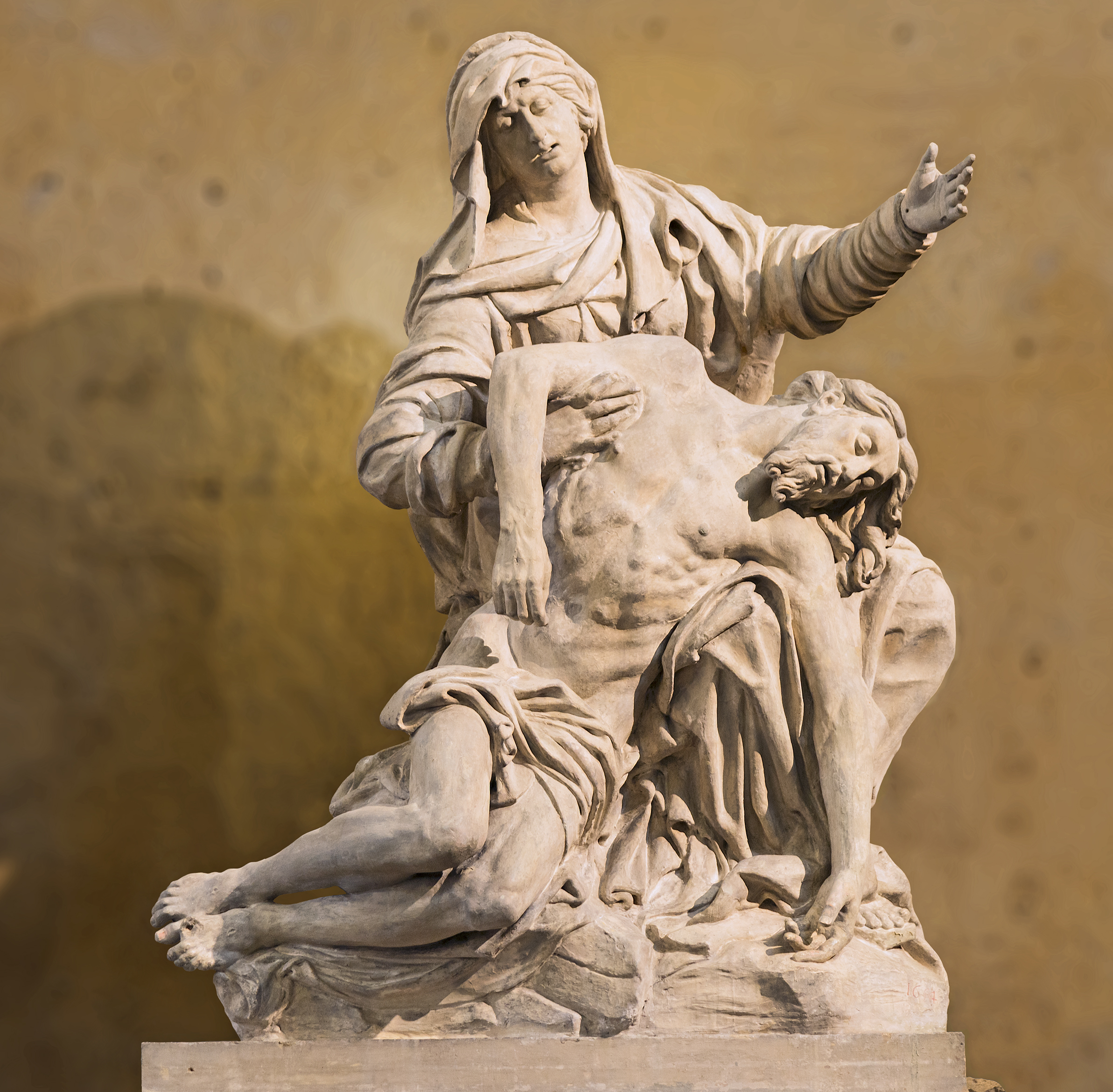
La Piedad de Gervais Drouet 1648
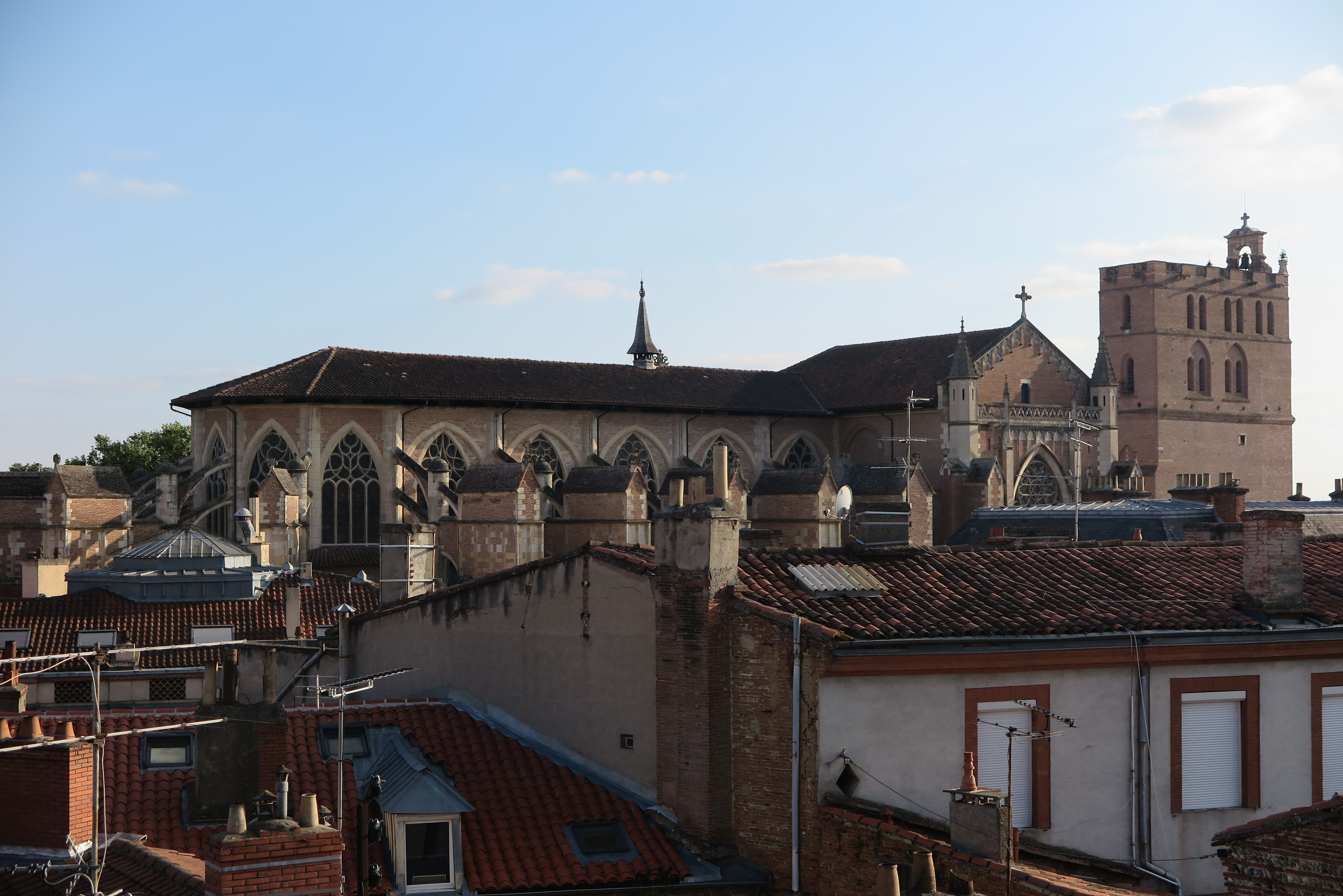
Vista de la azotea